# Информационное агентство Фират
Информационное агентство Фират (курд. Ajansa Nûçeyan a Firatê, ANF; англ. Firat News Agency) — курдское информационное агентство, собирает и транслирует новости с Ближнего Востока. Информационное агентство было основано в 2005 году. Офис находится в Амстердаме, Нидерланды. Управляющий директор — Максим Демиральп.
Информационное агентство Фират публикует свои новости на курдском (сорани, курманджи и зазаки), турецком, арабском, персидском, английском, испанском, немецком и русском языке.
Из-за предполагаемых связей агентства Фират с Рабочей партией Курдистана доступ к его сайту из Турции неоднократно блокировали по решению турецкого суда, действующие в стране учётные записи в социальных сетях были закрыты, а его журналисты задерживались в Турции.

## Журналисты агентства
В 2013 году журналист агентства Фират Зейнеп Курай получила «Премию свободы прессы Джона Обухона» от Национального пресс-клуба в Вашингтоне (округ Колумбия). Курай несколько раз задерживалась в рамках «судебного процесса над КСК» и не могла лично присутствовать на вручении в связи с продолжающимся судебным разбирательством.
15 декабря 2016 года французско-турецкий журналист агентства Максим Азади был арестован в Бельгии после того, как Турция выпустила Красное уведомление Интерпола о его аресте. Агентство обратилось с просьбой о его немедленном освобождении. Арест был осужден группами по свободе прессы, которые заявили, что инцидент показал давление Турции на свободу прессы после попытки государственного переворота 2016 года. 23 декабря Азади был освобожден под залог, Совет Европы объявил о завершении дела, заключив, что «больше нет активной угрозы свободе СМИ».